# Janko Prunk
Janko Prunk (Loka pri Zidanem Mostu, 30 dicembre 1942) è uno storico e politico sloveno, studioso di storia moderna.

## Biografia
Prunk nacque nel piccolo insediamento di Loka pri Zidanem Mostu, vicino alla città di Sevnica in Slovenia, in quella Bassa Stiria allora occupata dalla Germania. Si laureò all'Università di Lubiana nel 1966 e sempre ivi conseguì un master nel 1972. Ottenne un PhD nel 1976 con una tesi sulla relazione tra il movimento cristiano-socialista sloveno e il Partito Comunista di Slovenia all'interno del Fronte di Liberazione del Popolo Sloveno, che ai tempi era un argomento abbastanza controverso. Nel 1984 e nel 1988 vinse una borsa di studio della Alexander von Humboldt Foundation, che gli permise di continuare i suoi studi a Colonia e Friburgo in Brisgovia. Successivamente, lavorò come ricercatore all'Università di Friburgo in Brisgovia. Dal 1966 al 1955 collaborò con l'Istituto di storia moderna di Lubiana. Al momento lavora come professore alla Facoltà di Scienze Sociali dell'Università di Lubiana.
Le sue opere spaziano fra la politologia analitica, la storia moderna, l'origine delle moderne formazioni politiche e la storia del pensiero sociale e politico in Slovenia. Ha anche pubblicato lavori sulla storia dei movimenti politici sloveni dalla fine del XIX secolo fino alla Seconda guerra mondiale, specialmente sul socialismo cristiano e sulla storia delle questioni nazionali slovene.
È membro dell'Istituto per la Storia Europea a Magonza e del Center for European Integration Studies a Bonn.
Prunk è stato anche attivamente coinvolto in politica. A causa della sua ammirazione per Jože Pučnik, entrò nell'Unione Socialdemocratica Slovena dopo la democratizzazione del suo Paese. Fu un membro attivo del Partito Democratico Sloveno (noto come Partito Socialdemocratico Sloveno tra il 1989 e il 2003). Negli anni 1992-1993 lavorò come ministro senza portafoglio degli sloveni all'estero e delle minoranze nazionali in Slovenia durante il primo governo di coalizione di Janez Drnovšek. Alle elezioni del 2004 sostenne il Partito Democratico Sloveno, dal quale si allontanò nel 2008, accusando il Primo Ministro Janez Janša di essere un "liberale con un tocco autoritario" che aspirava a diventare un "Piłsudski sloveno".
Nel 2005 il ministro degli esteri Dimitrij Rupel lo nominò presidente della Commissione Storica Sloveno-Croata, composta dai governi dei due stati per riportare alla luce informazioni sulla storia delle relazioni tra i due popoli.

## Pubblicazioni
Janko Prunk ha scritto oltre 350 articoli specializzati e diversi libri. La sua opera A brief history of Slovenia: Historical background of the Republic of Slovenia è una delle più esaustive sulla storia moderna slovena.